# بدن‌های گرم
بدن‌های گرم (به انگلیسی: Warm Bodies) فیلمی ساختهٔ جاناتان لوین است که در سال ۲۰۱۳ در آمریکا ساخته شد و موضوعی رمانتیک گونه همراه با طنز دارد.

## خلاصه فیلم
در فیلم دو گروه زامبی‌ها و انسان‌ها زندگی می‌کنند، که شخصیت اصلی فیلم یعنی نیکولاس هولت اسم خود را فراموش کرده که به جز یک کلمه از اول اسمش، یعنی «آر» چیزی به خاطر نمی‌آورد. آر و گروهی از زامبی‌ها که برای پیدا کردن غذا به شهر حمله می‌کنند. جولی (ترسا پالمر) و پری (دیو فرانکو) که با هم رابطهٔ عاشقانه‌ای دارند برای محافظت از شهر با حملهٔ زامبی‌ها مواجه می‌شوند و آر مغز دوست پسر جولی را می‌خورد افکار و احساسات قربانی را دریافت می‌کند. آر که مجذوب جولی شده‌است او را با خود به محل زندگی زامبی‌ها می‌برد و سعی می‌کند با او ارتباط برقرار کند. جولی برای فرار ناراحتی مرگ ناگهانی دوست پسرش به آر نزدیک می‌شود و رابطه‌ای عاشقانه بین آن‌ها شکل می‌گیرد. گاهی اوقات می‌بینیم که خاطراتی از مغز پری در ذهن آر تداعی می‌شود که با گذشت زمان او را تبدیل به انسان می‌کند در واقع می‌توان گفت که احساسات و افکار انسانی پری او را از یک مردهٔ متحرک به یک انسان تبدیل می‌کند. تغییراتی که در آر به وجود می‌آید باعث درمان بقیهٔ زامبی‌ها می‌شود.
این فیلم شخصیت انسان‌ها و زامبی‌ها را به تصویر می‌کشد که با ارتباط برقرار کردن با انسان‌ها تبدیل به انسان می‌شوند.

## تاریخ اکران و درآمد حاصل از فروش در کشورها
فیلم بدن‌های گرم، ۱ فوریه ۲۰۱۳ در آمریکا و ۸ فوریه ۲۰۱۳ در انگلستان پخش شد که درآمد ۲۰٫۳ میلیون دلار بود.
همچنین در تاریخ ۳۱ ژانویه ۲۰۱۳ در فیلیپین، یونان و روسیه پخش شد.
درآمد فروش فیلم در آمریکا ۶۶٫۴ میلیون دلار و در کل جهان ۵۰٫۶ میلیون دلار بود.